# Janusz Sereda
Janusz Sereda (ur. 20 listopada 1943 w Grębowie) – polski funkcjonariusz służb specjalnych w stopniu generała brygady, dyrektor Departamentu II MSW (1983–1989), p.o. szefa WUSW we Wrocławiu (1989–1990).

## Życiorys
Syn Kornela i Zofii. Ukończył magisterskie studia inżynierskie. Od stycznia do listopada 1972 kształcił się w Szkole Oficerskiej Nr 2 w Centrum Wyszkolenia Ministerstwa Spraw Wewnętrznych w Legionowie. W 1962 rozpoczął służbę w Departamencie II MSW, odpowiedzialnym za kontrwywiad, początkowo jako inspektor Wydziału V. W 1974 został starszym inspektorem w Wydziale VIII (kontrola pracowników obcych ambasad), następnie od 1977 zastępca naczelnika i naczelnik Wydziału IX (pracownicy polskiego transportu zagranicznego). W lipcu 1982 został zastępcą dyrektora, następnie od 26 września 1983 do 15 listopada 1989 był dyrektorem Departamentu II, następnie od listopada 1989 do czerwca 1990 pełniący obowiązki szefa Wojewódzkiego Urzędu Spraw Wewnętrznych we Wrocławiu. 31 lipca 1990 po transformacji ustrojowej zwolniony ze służby. Kierowanie Departamentem II rozpoczynał jako podpułkownik, następnie pułkownik, 17 września 1987 awansowany na generała brygady.
Zeznawał jako świadek w procesie lustracyjnym Andrzeja Ceynowy.